# Pierre-Marie-Alphonse Favier
Pierre Marie-Alphonse Favier-Duperron C.M. (en chino: 樊國樑 Pinyin: Fan Guoliang Wade-Giles: Fan Kouo-Léang) nació el 22 de septiembre de 1837 en Marsannay-la-Côte, Francia y murió el 4 de abril de 1905. Fue un controvertido vicario apostólico misionero, sacerdote católico de la Congregación de la Misión en el norte de la ciudad de Chi-Li (luego llamada Chihli; actualmente Hebei), China (perteneciente a la arquidiócesis de Pekín) y obispo titular de Pentacomia desde el 13 de abril de 1899 hasta el día de su muerte en 1905. Cuando tuvo lugar el Levantamiento de los bóxers en 1900, Favier fue el responsable de la defensa y preservación de la Catedral de Xishiku, comúnmente conocida como Beitang (la "Catedral del Norte") en Pekín, y de la protección de centenares de católicos chinos ante los ataques de la revolución. Como consecuencia de lo ocurrido en el levantamiento, Favier fue acusado de saqueo.

## Biografía
Pierre-Marie Alphonse Favier-Duperron (del francés: Alphonse Favier) nació el 22 de septiembre de 1837 en Marsannay-la-Côte (Cote d'Or), Francia.

### Educación
Antes de entrar al sacerdocio en la Iglesia católica, Favier estudió arquitectura durante varios años, lo que le hizo posible diseñar y supervisar la construcción de la Catedral Norte de Pekín, "Beitang". 
Ya estudiando para el Orden Sacerdotal, recibió clases de literatura en el seminario de Plombières, hasta que fue transferido al seminario de Dijon, donde estudió filosofía y teología.

### Preparación religiosa
Favier ingresó en la Congregación de la Misión en París el 5 de octubre de 1858. El 6 de octubre de 1860 declaró su deseo de ser Sacerdote.
Tiempo después, en la asamblea general de la Congregación de la Misión, llevada a cabo desde el 27 de julio hasta el 4 de agosto de 1861, monseñor Joseph-Martial Mouly (孟振生), C.M., el entonces vicario apostólico de la provincia de Chihli, en China, se refirió a las nuevas posibilidades de evangelización en China, luego de la Convención de Pekín de 1860. Mouly necesitaba misioneros y hermanas que lo acompañaran en su regreso a China. Favier fue uno de los que respondió afirmativamente a la invitación de Mouly.
Favier fue ordenado Sacerdote el 19 de octubre de 1861 en la Capilla de Nuestra Señora de la Medalla Milagrosa por Mouly.

## Obra

### Artículos
- "An Answer to Charges of Looting" Catholic World 74 (octubre 1901-marzo 1902):387ff, 390.

### Libros
- The Heart of Pekin: Bishop A. Favier's Diary of the Siege, May-August 1900. Ed. Joseph Freri. Boston: Marlier, 1901. http://www.archive.org/stream/heartpekinbisho00frgoog/heartpekinbisho00frgoog_djvu.txt (visto el 8 de enero de 2009).
- Péking, histoire et description. Pekín: Impr. Lazaristes, 1897. reeditado 1898; Lille: Société de Saint Augustin, 1900; Lille: Desclée de Brouwer, 1902. http://www.archive.org/details/pkinghistoiree00faviuoft http://www.archive.org/download/pkinghistoiree00faviuoft/pkinghistoiree00faviuoft.pdf
- Siège de la mission catholique du Pé-tang. Annales CM LXVI (66) (1901):55-124. https://web.archive.org/web/20081205015826/http://www.famvin.org/fr/missions/FAVIER/FAVIER_siegePetang.htm
- Yanjing kaijiao lue [Brief Account of the Founding of the Church in Yanjing], Beijing: Pan Guoliang of the Beijing Vincentians, 1905.

### Misivas
- Lettres d'Alphonse Favier (Prêtre de la Mission de St Lazare) à sa famille depuis son départ pour la Chine, v.1. [uns., und].
- Carta a un miembro del Comité Central de la Sociedad de la Santa Infancia, 1 de octubre de 1864, desde Pekín, China. Pág. 32–33 en Annals of the Society of the Holy Childhood for the Redemption of Pagan Children. Vol. VII. Trad. del francés al inglés. Londres: Thomas Richardson & Son, 1866. (visto 10 de enero de 2009)
- Carta a un miembro del Comité Central de la Sociedad de la Santa Infancia, 25 de enero de 1866, desde Pekín, China. Pág. 164-167 en Annals of the Society of the Holy Childhood for the Redemption of Pagan Children. Vol. VII. Trad. del francés al inglés. Londres: Thomas Richardson & Son, 1866. (visto 10 de enero de 2009)

## Otras lecturas y fuentes

### Artículos y Capítulos
- Barend J. ter Haar. "Westerners as Scapegoats", pp. 154–201. Cap. 4 en Telling Stories: Witchcraft and Scapegoating in Chinese History. Leiden: Brill, 2006.
- Barry, Peter. "An International Conference on the Boxer Movement and Christianity in China: A Report". Tripod 24:134 (otoño 2004) (visto 8 de enero de 2009)
- Doyle, A.P. "The Crisis in China and the Missions" Catholic World 71:424 (julio de 1900):548-554; (visto 13 de enero de 2009)
- Fairbank, John King. "Patterns Behind the Tientsin Massacre." Harvard Journal of Asiatic Studies 20:3/4 (1957):480-511.
- Hevia, James L. "Leaving a Brand on China: Missionary Discourse in the Wake of the Boxer Movement," Modern China 18:3 (julio de 1992).
- Hevia, James L. "Looting Beijing, 1860, 1900", 192-213, en Tokens of Exchange: The Problem of Translation in Global Circulations. Editado por Lydia He Liu. Duke University Press, 1999.
- Hevia, James L. "Loot's Fate: The Economy of Plunder and the Moral Life of Objects from the Summer Palace of the Emperor of China." History and Anthropology 6:4 (1994):319-345.
- Holmes, C.J. "Archaic Chinese Bronzes". The Burlington Magazine for Connoisseurs 7:25 (abril de 1905):19-31.
- Lynch, George.“Vae Victis!”, Independent 52 (1901):2681-2683.
- Morrison, Dr. [George Ernest]. "The Siege of the Peking Legations". Parte 1. En The Living Age: A Weekly Magazine of Contemporary Literature and Thought 227:2941 (17 de noviembre de 1900):400-415; Reimpresión del The London Times de fecha 14 de agosto de 1900 de Pekín). (visto el 13 de enero de 2009)
- Morra, Luciano, S.J. "Developments in Relations Among the Vatican, China and the Catholic Church in 19th Century China." Documento presentado en la Conferencia Internacional sobre el movimiento Boxer y cristianidad en China, Taiwán, 10-11 de junio de 2004.
- Park, Nancy. "Imperial Chinese Justice and the Law of Torture" Late Imperial China [The Johns Hopkins University Press] 29:2 (diciembre de 2008):37-67. E-ISSN 1086-3257 Print ISSN 0884-3236 Favier justifies torture of Chinese on physiological grounds.
- The Pilgrim of Our Lady of Martyrs 17 (1901): 20ff., 60, 368ff. N.Y. Catholic Protectory for St. Joseph's Church, Troy, N.Y.
- Schier, A. "Alphonse Favier y la protección de las misiones en China (1870-1905)," Neue Zeitschrift fur Missionswissenschaft (NZM)25 (1969): 1-13, 90-101.
- Schier, A. "La nonciature pour Pékin en 1886," NZM 24 (1968):1-14, 94-110.
- Waldersee, Graf Alfred. "Plundering Peking". Preussische Jahrbücher [Berlin Conservative Nationalist Historical Monthly] (marzo); reimprimido en The Living Age 317:4118 (9 de junio de 1923): 563-569. (visto 11 de enero de 2009)
- Witek, John W, "Pierre-Marie Alphonse Favier." Biographical Dictionary of Chinese Christianity. (visto 9 de enero de 2009)

### Disertaciones y tesis
- Au, Simon. "War Crimes of Circumstance and Convenience (enlace roto disponible en Internet Archive; véase el historial, la primera versión y la última).", Bachelor of Arts thesis, College of Social Studies, Wesleyan University, Middletown, CT, abril de 2007. (visto 11 de enero de 2009)